# Línea 2 (Metro de Charleroi)
La línea 2 del Metro de Charleroi es una línea que une la estación de Pétria con la de Sud, volviendo después hasta la estación de Pétria. En términos geográficos une el oeste de la aglomeración de Charleroi al centro de la ciudad.
Está complementada por la línea , con la que comparte todas las paradas de su recorrido.

## Historia

### Tramways Vicinaux
La línea conocida entonces como ligne 90 des Tramways Vicinaux abrió al público el 15 de febrero de 1931, conectando Charleroi y Binche. La línea llegó hasta Mons y La Louvrière el 3 de junio de 1973. Fue totalmente renovada entre los años 1980 y 1982 para adaptarla a la red de metro ligero, es decir, que se segregó su trazado de la circulación. Finalmente, tras la creación de otros tramos de vía, las obras finalizaron el 22 de agosto de 1992. 

### Integración en TEC
Con la federalización del estado belga en 1991, la SNCV, propietaria hasta entonces de los tranvías en Bélgica, es sustituida por la actual SRWT, siglas para Société Régionale Wallonne du Transport (Sociedad Regional Valona de Transporte) en la Región Valona.
Conescuentemente, la línea deja de dar servicio el 23 de agosto de 1993, al haber tramos aislados dentro de su recorrido. El 30 de agosto de 1996, se restableció la línea al tráfico, como línea  88 .

### Reorganización de 2012
En 2008 comienzan las obras para cerrar el bucle del centro de Charleroi, lo que daría continuidad y sentido a la red de metro. Estas finalizaron en enero de 2012, por lo que el 27 de febrero de ese mismo año, se reorganizó la red, sustituyéndose la denominación  88  por  y ampliándose su recorrido por el bucle central.

## Recorrido
La línea  comienza su recorrido en la estación Pétria, junto a la línea . Acto seguido, se soterra la línea para atravesar el casco histórico de Fontaine-l'Évêque, parando en Fontaine. Al resurgir, entra en un viaducto, donde se encuentra la estación Paradis, cruzando la autovía  N54 . Para en las estaciones Leernes y Morgnies antes de entrar en Charleroi.
Una vez dentro de la ciudad, en un viaducto, está la estación de Moulin, previa al puente sobre el río Sambre. Aquí vuelve a soterrarse para llegar a la estación De Cartier y a la futura estación Marchienne, que está en proyecto. Vuelve a cruzar de nuevo el río Sambre para llegar a la estación Providence, y vuelve a soterrarse por tercera vez. Se encuentra en este túnel la estación Dampremy, previa al empalme con la "antena" a Gosselies, de donde proviene la línea , que tomara la misma dirección que la  en el bucle central. En un nuevo viaducto se encuentra la estación Piges.
El final del viaducto de Piges, sobre las vías de la SNCB, marca la entrada de las tres líneas en el bucle central. La  entra en el túnel dirección norte, hacia la estación Beaux-Arts. Siguiendo hacia el este, están la estaciones Waterloo, Janson y Parc. A continuación, la línea abandona el túnel y sube a la superficie para parar en la estación Tirou. Vuelve después bajo tierra para la de Sud, también junto a la estación homónima de la SNCB. Continúa hacia las de Villlette y Ouest, también con conexión con la SNCB. Aquí, la línea abandona el bucle y vuelve a la estación Piges, en dirección Fontaine-l'Évêque.

### Correspondencias
- en todas las estaciones
- entre Piges y Beaux-Arts
- entre Ouest y Beaux-Arts
- en Ouest y Sud
- en Sud
- en Sud
- en Sud
- en Sud

## Estaciones
|  |   |   |   |  | Estación       | Municipio                     | Correspondencia                                                                          |  |
|  | - | - | - |  | -------------- | ----------------------------- | ---------------------------------------------------------------------------------------- |  |
|  |   | ■ |   |  | Pétria         | Fontaine-l'Évêque             | 63 173                                                                                   |  |
|  |   | ■ |   |  | Fontaine       | Fontaine-l'Évêque             | 63                                                                                       |  |
|  |   | ■ |   |  | Paradis        | Fontaine-l'Évêque             | 63                                                                                       |  |
|  |   | ■ |   |  | Leernes        | Leernes (Fontaine-l'Évêque)   |                                                                                          |  |
|  |   | ■ |   |  | Morgnies       | Goutroux (Charleroi)          | 51                                                                                       |  |
|  |   | ■ |   |  | Moulin         | Monceaux-sur-Sambre Charleroi | 51 71 75                                                                                 |  |
|  |   | ■ |   |  | De Cartier     | Marchienne-au-Pont Charleroi  | 43 71 75 77 83 109                                                                       |  |
|  |   |   |   |  | Marchienne (?) | Marchienne-au-Pont Charleroi  |                                                                                          |  |
|  |   | ■ |   |  | Providence     | Marchienne-au-Pont Charleroi  | 53                                                                                       |  |
|  |   | ■ |   |  | Dampremy       | Dampremy Charleroi            | 41                                                                                       |  |
|  |   | ■ |   |  | Piges          | Dampremy Charleroi            |                                                                                          |  |
|  |   | ■ |   |  | Beaux-Arts     | Charleroi                     | 41 50 154 710 CITY MIDO                                                                  |  |
|  | ∨ |   |   |  | Waterloo       | Charleroi                     |                                                                                          |  |
|  | ∨ |   |   |  | Janson         | Charleroi                     | 154 158 CITY                                                                             |  |
|  | ∨ |   |   |  | Parc           | Charleroi                     | 1 3 25 35                                                                                |  |
|  | ∨ |   |   |  | Tirou          | Charleroi                     | 1 3 18 25 35 138 451 CITY                                                                |  |
|  | ∨ |   |   |  | Sud            | Charleroi                     | 1 3 13 14 18 19 20 21 25 35 43 52 68 70 71 83 85 86 109 138 170 173 451 A BRUY CERI CITY |  |
|  |   |   | ∧ |  | Ouest          | Charleroi                     | 41 53 85 86 MIDO                                                                         |  |
|  |   |   | ∧ |  | Villette       | Charleroi                     | 43 83 85 CITY                                                                            |  |

## Explotación de la línea

### Frecuencias
| Días                       | Primer tren | Primer tren | Último tren | Último tren | Frecuencias |
| Días                       | Pétria      | Sud         | Sud         | Pétria      | Frecuencias |
| -------------------------- | ----------- | ----------- | ----------- | ----------- | ----------- |
| Lunes a Viernes (invierno) | 05:30       | 06:07       | 18:39       | 19:03       | 30'         |
| Lunes a Viernes (verano)   | 05:30       | 06:07       | 17:09       | 17:41       | 30-60'      |
| Sábados                    | 05:15       | 05:53       | 18:54       | 19:18       | 60'         |
| Domingos y Festivos        | 07:15       | 07:53       | 18:54       | 19:18       | 60'         |

| Días                       | Primer tren | Primer tren | Último tren | Último tren | Frecuencias |
| Días                       | Pétria      | Sud         | Sud         | Pétria      | Frecuencias |
| -------------------------- | ----------- | ----------- | ----------- | ----------- | ----------- |
| Lunes a Viernes (invierno) | 04:49       | 05:17       | 20:10       | 20:36       | 15'         |
| Lunes a Viernes (verano)   | 04:49       | 05:17       | 20:10       | 20:36       | 15-30'      |
| Sábados                    | 04:52       | 05:17       | 19:47       | 20:13       | 30'         |
| Domingos y Festivos        | 04:52       | 07:17       | 19:47       | 20:13       | 30'         |

## Futuro
Está prevista la construcción de una estación llamada Marchienne, entre De Cartier y Providence.